# Francis Burdett

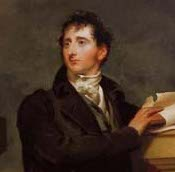
Sir Frances Burdett 1793.

Francis Burdett, född 25 januari 1770, död 23 januari 1844, var en brittisk politiker, far till Angela Burdett-Coutts.
Burdett var från 1796 fram till sin död med ett kort avbrott medlem av underhuset. Han tillhörde dess mest radikala element, och dömdes två gånger till fängelse för politiska förseelser. Sedan 1797 verkade Burdet livligt för genomförandet av en parlamentsreform , efter dess genomförande närmade han sig tories och lät 1837 uppställa sig som deras kandidat.